# Luis López (Fußballspieler, 1924)
Luis Alberto López Latorre (* 1. Januar 1924; † 7. Juli 2012) war ein chilenischer Fußballspieler. Der Stürmer bestritt drei Länderspiele für Chile.

## Karriere

### Verein
Luis López spielte von 1946 bis 1951 für den Hauptstadtklub CD Magallanes. Mehr ist nicht über seine Vereinskarriere bekannt.

### Nationalmannschaft
Luis López debütierte für die Nationalmannschaft unter Luis Tirado bei der 1:2-Niederlage gegen Gastgeber Brasilien beim Campeonato Sudamericano 1949. Der Stürmer kam in drei Turnierspielen zum Einsatz, davon stand er zweimal in der Startelf. Chile wurde mit zwei Siegen, einem Unentschieden und vier Niederlagen Turnierfünfter. Für Luis López war die Einwechslung  für Carlos Varela bei der 2:4-Niederlage gegen Paraguay das letzte Spiel im Nationaltrikot.

## Sonstiges
Sein älterer Bruder José spielte ebenfalls beim CD Magallanes und nahm mit der Nationalmannschaft am Campeonato Sudamericano 1946 teil.